# 庫德林廣場大樓
庫德林廣場大樓是莫斯科七姐妹之一，也是史達林式建築的代表作，設計者是Mikhail Posokhin和Ashot Mndoyants。庫德林廣場大樓有22層，最高處高160（520英尺），頂部有一個高30米的尖塔，上有一個五角星。

## 历史
庫德林廣場大樓開工於1950年，竣工於1954年，是七姐妹中最晚竣工的一座，裝飾也比其他六座要簡單。庫德林廣場大樓原本是蘇聯精英階層的住宅，現在是俄羅斯富裕和時尚階層的住宅。